# HK Witebsk
HK Witebsk (biał. Хакейны клуб Віцебск – Chakiejny Klub Wiciebsk, ros. Хоккейный Клуб Витебск – Chokkiejnyj Klub Witiebsk) – białoruski klub hokejowy z siedzibą w Witebsku, występujący w rozgrywkach ekstraligi białoruskiej.

## Zawodnicy i trenerzy
W klubie występowali Leonid Fatikow, Andrej Kudzin, Uładzimir Swita, Andrej Pryma, Juryj Iwaszyn, Andrej Kascicyn, Uładzimir Dzianisau, Alaksandr Kułakou.
Byli zawodnicy byli także trenerami drużyny: w sezonie 2003-2004 Andrej Pryma, w sezonie 2008/2009 Andrej Kawalou, w edycji 2012/2013 Juryj Iwaszyn, od marca 2013 Dzmitryj Dudzik i asystent Jewhen Brul. Ponadto trenerami byli Walerij Woronin, Andrej Rasolka. W maju 2015 szkoleniowcem został Juryj Czuch, który pełnił stanowisko do początku października 2015. W połowie 2016 trenerem został Rosjanin Siergiej Korolow, dotychczasowy szkoleniowiec klubu Sławuticz Smoleńsk. W czerwcu 2017 jego następcą został Oleg Striukow, a jego asystentem został Jauhien Kasztanau. 1 grudnia 2019 Jauhien Kasztanau został ogłoszony głównym trenerem Witebska, a na początku lipca 2020 opuścił stanowisko.